# Agarista virgata
Agarista virgata är en ljungväxtart som beskrevs av W.S. Judd. Agarista virgata ingår i släktet Agarista och familjen ljungväxter. Inga underarter finns listade i Catalogue of Life.

## Bildgalleri

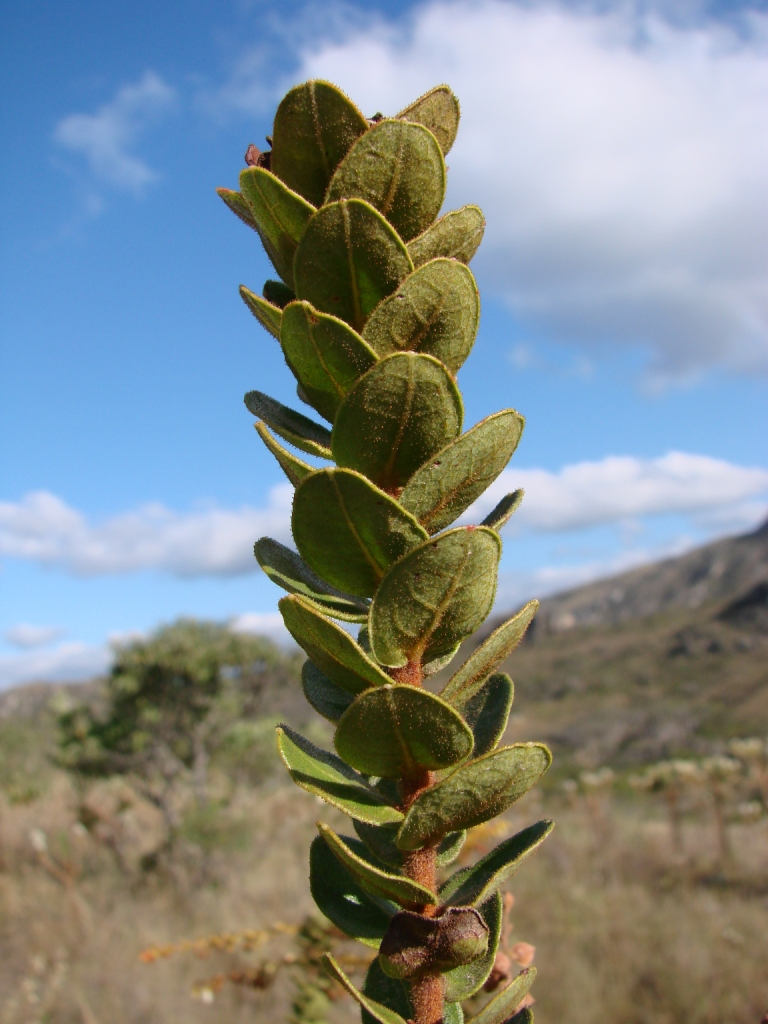